# Tragedia w Brazzaville
Tragedia w Brazzaville – stratowanie, do którego doszło podczas ostatniego dnia akcji rekrutacyjnej do wojska na stadionie Michel d'Ornano w Brazzaville w Republice Konga. W wyniku tragedii, która miała miejsce w nocy z 20 na 21 listopada 2023 roku zginęły 32 osoby, a 144 zostały ranne.

## Tło
Na tydzień przed katastrofą armia kongijska poinformowała, że planuje zwerbować 1500 osób w wieku od 18 do 25 lat w ramach kampanii rekrutacyjnej, która rozpoczęła się 14 listopada na stadionie Michel d’Ornano w Brazzaville. Według doniesień przed incydentem każdego dnia rejestrowało się około 700 osób.
Stopa bezrobocia wśród młodych osób w Republice Konga za rok 2022 wynosiła 42%, a wstąpienie do wojska jest postrzegane jako szansa na zatrudnienie.

## Tragedia
Według lokalnych doniesień 20 listopada, czyli w ostatnim dniu akcji rekrutacyjnej, tysiące młodych ludzi zebrało się przed stadionem. Według relacji świadków wielu z nich czekało do wieczora, a niektórzy „niecierpliwi” kandydaci wdarli się na stadion, powodując tłok. Niektórzy z zainteresowanych wyważyli bramy stadionu, inni przeskakiwali przez mury obiektu.
Początkowe doniesienia mówiły, że liczba ofiar śmiertelnych wyniosła 37. Później ustalono, że do sześciu zgonów doszło w innym incydencie. Liczba ofiar tragedii na stadionie została określona jako 31 zabitych i 145 rannych. W kolejnych dniach jedna z rannych osób zmarła, zwiększając bilans zabitych do 32.

## Reakcje
Po tragedii na stadionie utworzono jednostkę kryzysową pod przewodnictwem premiera Anatole'a Collineta Makosso, a prokurator zapowiedział wszczęcie śledztwa. Rząd oświadczył, że pokryje koszty pogrzebu ofiar śmiertelnych i leczenia rannych, podczas gdy armia oświadczyła, że zawiesi akcję rekrutacyjną do odwołania.
22 listopada ogłoszono dniem żałoby narodowej po ofiarach katastrofy. Flagi zostały opuszczone do połowy masztów, a bary, kluby taneczne i puby zostały zamknięte.